# Elvira Cambrils Miralles
Elvira Cambrils Miralles   (Pego, 6 de febrer de 1955) és una narradora i novel·lista valenciana. Llicenciada en Filosofia per la Universitat de València, obté la càtedra de Filosofia de batxillerat l'any 1981 i exerceix la docència en instituts del País Valencià fins al 2015.

## Biografia
El 1981 aconsegueix la càtedra de batxillerat de Filosofia i exerceix la docència per instituts de les comarques centrals valencianes, activitat a la que dedica la vida professional fins a 2015. Cofundadora d'una Ràdio Lliure, hi col·labora amb el magazín setmanal Graffiti (1985-88). Participa en diverses exposicions col·lectives de fotografia (1987-1996) com a membre de l'associació fotogràfica Diafrakma. El compromís polític la du a l'ajuntament de Pego com a regidora entre 1991-94. L'interés per l'escriptura roman latent fins al 1995, quan descobreix en el diari d'un viatge per les Cíclades el poder de les paraules per a recrear la vida. L'any 2000 és decisiu per a l'entrada en l'aventura literària: arran d'un viatge pel mezzogiorno italià i Sicília, rere les petjades d'Ulisses, descobreix l'escriptura dietarística com a eina d'aprenentatge literari. Les anotacions dels vint-i-tres dies d'aquest viatge li serveixen de base per a una sèrie de relats, alguns dels quals acaben formant part del llibre Mira'm, Amor (Bromera, 2007) que guanya el premi de narrativa Blai Bellver de Xàtiva.
El premi de narrativa per als primers relats de ficció l'anima a indagar en el camp de la novel·la i, a l'edat en què s'espera que una escriptora arribe a la plenitud, s'endinsa en les beceroles de la narrativa amb penes, treball i frustracions; però, també, amb tantes alegries i hores de felicitat que no pot renunciar-hi. De la mà de Maria Cambrils, la feminista oblidada, i la història recent del país, escriu El bes de l'aigua (Edicions del Bullent, 2010), la primera novel·la. Foc a la llar guanya el XXX premi de narrativa breu Felipe Ramis, 2011, convertint-se en la primera dona a rebre aquest guardó, que es publicarà en el recull de contes Nits de contes al Palau (Lletra Impresa, 2023). Publica la segona novel·la, Tot el que tinc per ballar amb tu (Edicions del Bullent, 2014), una novel·la on assaja en la ficció la possibilitat d'una vida bona seguint els ensenyaments de la filosofia moral clàssica. Amb Vestida de lluna (Edicions del Bullent, 2016), premi Soler i Estruch de narrativa, un llibre de viatges que pot llegir-se com una novel·la, explora el terreny de l'autoficció.
Participa en trobades literàries com ara «Escriptores en la Biblioteca Valenciana» (sant Miquel dels Reis, 2009), «Nit de contes al palau» (Gandia, 2012), «Tertúlia literària» amb Carles Mulet (Jesús Pobre, 2014), «La societat i el món dels nostres dies: Repàs a la creació artística actual (Narrativa)» (Seu Universitat d'Alacant La Nucia, 2015) o «Veus femenines: Literatura i Inclusivitat», Tàrbena, 2019.
La seua trajectòria cívica i literària ha estat reconeguda amb el premi «Jo, dona», 2016 de la Regidoria d'Igualtat de l'ajuntament de Pego; el «Donatge», 2020 de Matria, Associació de dones de Dénia; i la «Lletra Lila», 2022, concedit per la Junta Territorial del País Valencià de l'AELC.
El 2018 publica la tercera novel·la, A la platja de Camus (Edicions del Bullent, 2018), una història a quatre veus sobre la dificultat d'arribar a la veritat, on l'autora s'endinsa en els mecanismes del procés cognitiu rere les petjades dels valencians d'Algèria.
El 2021 és guardonada amb el Premi Carmelina Sánchez-Cutillas de Novel·la i Prosa Creativa per la novel·la Aire, (Aila Edicions, 2021).

## Publicacions

### Novel·la
- El bes de l'aigua, 2010
- Tot el que tinc per ballar amb tu, 2014
- A la platja de Camus, 2018
- Aire, 2021
- Argila i calç, 2023

### Narrativa
- Mira'm, Amor, 2007
- Vestida de lluna, 2016
- Ariadna adormida, Fundació Bromera per al foment de la lectura, 2018
- Mare Lluna, 2023, Fundació Bromera per al foment de la lectura, 2023

### Contes i relats en publicacions diverses
- Cau la nit sobre Ortígia, Ex-libris, Butlletí de la Biblioteca pública municipal de Pego, 2005
- «Diàleg dels ninots», Llibret de Falla El Convent de Pego, 2009
- «L'espera d'Erbill», Catàleg d'escriptors de Pego, Biblioteca pública municipal de Pego, 2010
- «La plaça del sortidor», Llibret de Falla La Font, 2011
- «El meu país», Obrint pas, Coratge, 2011
- «L'illa de gel que navega a la deriva», Llibret de Falla La Font, 2012
- «Amor per mort» en Homenatge a la paraula, CEIC Alfons el vell, Gandia, 2012
- «Més bonica que un sol», Llibre de festes de Pego, 2015
- «Abaixar els estels», Información d'Alacant, 2015
- «Junts per l'última carretera» en Jordi, un home singular, Denes, 2016
- «La Leica» dins de La improbable vida de Joan Fuster, 3i4, 2017
- «La mar d'Essaouira», Direcció General de l'Institut Valencià de les dones, 2018
- «Teresa», Direcció General de l'Institut Valencià de les Dones, 2018
- «L'estraperlo» en Setze contes de guerra, Publicacions Ajuntament de Pego, 2019
- «Foc a la llar», en Nit de contes al Palau, Lletra Impresa, 2023
- «Tota jo em delisc per tu» en Homenatge a la paraula, Lletra Impresa, 2023

## Premis literaris
- Premi Blai Bellver, 2006: Mira’m, Amor.
- Premi Felipe Ramis, 2011: Foc a la llar.
- Premi Soler i Estruch, 2015: Vestida de lluna.
- Accèssit Lliure de Narrativa de Dones, 2017: La mar d'Essaouira.
- Premi Carmelina Sánchez-Cutillas de Novel·la i Prosa Creativa, 2021: Aire.
- Lletra Lila, 2022: trajectòria cívica i literària.
- Premi Enric Valor de Novel·la en Valencià, 2022: Argila i calç.